# Città vuota
«Città vuota» (с итал. — «Пустой город») — песня, записанная итальянской певицей Миной в 1963 году. Эта песня является итальянской версией песни «It’s a Lonely Town» Джина Макдэниелса. Песня была написана Доком Помусом, Мортом Шуманом и адаптирована Джузеппе Кассией.

## Оригинальный релиз
Это был первый сингл певицы на лейбле Ri-Fi. После выхода песня быстро стала популярной и поднялась на третью строчку итальянского чарта синглов. Песни «E inutile» (написанные Рики Джанко и Джаном Пьеретти) и «Valentino vale» (Витторио Буффоли и Вито Паллавичини) были использованы в качестве би-сайда. Мина также записала испанскую версию под названием «Ciudad solitaria».
Этот сингл ознаменовал возвращение Мины на телевидение после того, как она была запрещена телеканалом RAI из-за личной жизни певицы.

## Ремейк 1978 года
В 1978 году Мина выпустила римейк в стиле диско, задуманный и аранжированный Пино Прести с включением джазовой партии. В сочетании с «Ancora, ancora, ancora» (Кристиано Мальджольо и Джан Пьетро Фелисатти), он стал одним из самых успешных синглов лета того года, заняв пятое место в итальянском чарте синглов в августе. Мина исполняла эту версию на своих концертах в Bussoladomani, а позже включила её в свой концертный альбом Mina Live ’78.

## Список композиций
7"-сингл — 1963
A. «Città vuota» — 2:34
B1. «È inutile» (Джан Пьеретти, Рики Джанко) — 1:56
B2. «Valentino vale» (Вито Паллавичини, Витторио Буффоли) — 2:11
7"-сингл — 1978 (PDU)
A. «Città vuota (It’s a Lonely Town)» — 5:00
B. «Ancora, ancora, ancora» (Кристиано Мальджольо, Альберто Никорелли) — 4:19
7"-сингл — 1978 (Ri-Fi)
A. «Città vuota» — 2:34
B. «Un anno d’amore» (Могол, Альберто Теста, Нино Феррер) — 3:10

## Чарты
| Чарт (1963—1965)                    | Высшая позиция |
| ----------------------------------- | -------------- |
| Италия (Musica e dischi)            | 3              |
| Перу (La Prensa)                    | 1              |
| Чарт (1978)                         | Высшая позиция |
| Италия (Musica e dischi)            | 5              |
| Чарт (2012)                         | Высшая позиция |
| США (Billboard World Digital Songs) | 8              |